# Pegalajar
Pegalajar település Spanyolországban, Jaén tartományban. Pegalajar La Guardia de Jaén, Mancha Real, Torres, Cambil, Cárcheles, Campillo de Arenas és Jaén községekkel határos. Lakosainak száma 2827 fő (2024).

## Népesség
A település népessége az elmúlt években az alábbi módon változott:
| Lakosok száma | 3085 | 3093 | 3172 | 3141 | 3093 | 3055 | 2945 | 2919 | 2823 | 2827 |
|               | 2001 | 2004 | 2007 | 2009 | 2012 | 2014 | 2017 | 2019 | 2022 | 2024 |